# Gerhard Kirchner

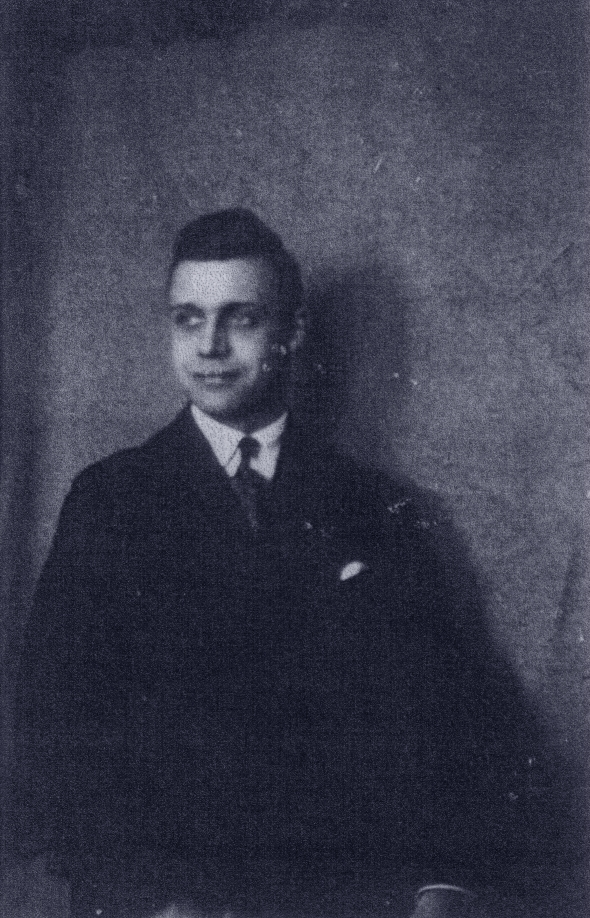
Gerhard Kirchner, Februar 1931

Gerhard Kirchner (* 19. März 1907 in Markersdorf bei Gera; † 29. März 1975 in Weimar) war ein deutscher Orgelbauer. Von 1935 bis zu seinem Tod wirkte er als Orgelbaumeister in Weimar.

## Leben und Wirken
Gerhard Kirchner wurde mit zehn Jahren in den Thomanerchor unter Karl Straube aufgenommen. Seine Lehre als Orgelbauer absolvierte er ab 1927 bei der Firma W. Sauer Orgelbau in Frankfurt (Oder) unter anderem bei Karl Ruther. Ab 1930 studierte Kirchner in Berlin Akustik. 1935 legte er die Meisterprüfung ab und eröffnete seine Werkstatt in Weimar. Dort trat er die Nachfolge von Emil Heerwagen und Wilhelm Böttcher an und war weiterhin auch als Vertreter der Firma Sauer tätig. Nach Kriegsdienst und Gefangenschaft unternahm er 1947 einen Neuanfang und war dann mit seinem Betrieb in ganz Thüringen und darüber hinaus als Orgelbaumeister tätig.
Neben zahlreichen Reparaturen und Orgelumbauten (zum Beispiel die Orgel der Bachstätte Weimar) führte er mit seinen Mitarbeitern auch Neubauten aus.

## Werkliste (Auswahl)
| Jahr      | Ort             | Kirche                        | Bild | Manuale | Register | Bemerkungen |
| --------- | --------------- | ----------------------------- | ---- | ------- | -------- | --- |
| 1934/1935 | Kranichfeld     | St. Michael                   |      | II/P    | 22       | Werkstattvertreter von Walcker in Weimar; 2000 verbrauchte Pneumatik; Stilllegung; Lutherrose als Glasfenster hinter den Orgelpfeifen sichtbar |
| 1935      | Apolda          | Martinskirche                 |      | II/P    | 10       | 2003 abgetragen |
| 1954      | Weimar          | Melanchthon-Kapelle           |      | II/P    | 10       | 1982 ersetzt |
| 1955      | Eisenach        | Kapelle im Palas der Wartburg |      | II/P    | 10       | 1983 ersetzt |
| 1955      | Weimar          | Kreuzkirche                   |      | II/P    | 14       | 1989 ersetzt |
| 1959      | Bad Blankenburg | Stadtkirche                   |      | I/P     | 7        | |
| 1963      | Treppendorf     | Dorfkirche                    |      | I/P     | 4        | |
| 1965      | Jena            | Volkshaus                     |      | I/P     | 11       | 1989 Ausbau nach Wasserschaden |
| 1971      | Aken (Elbe)     | Ev. Gemeindehaus              |      | I/P     | 7        | |

## Nachfolger
Orgelbaumeister Günter Bahr, der bei Kirchner gelernt hatte, arbeitete ab 1966 parallel zu ihm in eigener Werkstatt. Er baute neue Instrumente in Drackendorf, Großschwabhausen und Jarmen, führte Umbauten und Reparaturen aus. Am 1. Januar 1979 übernahm Orgelbaumeister Norbert Sperschneider (* 13. November 1951; † 11. Januar 2020), der seine Ausbildung bei Bahr erhalten hatte, den Betrieb und führte ihn bis 2002 weiter. Es wurden neue Orgeln für die Kirche in Sommersdorf und die Torkapelle im Museum Kloster Veßra gebaut, Schwerpunkt waren Reparaturen und Restaurierungen.